# Catia Bastioli
Catia Bastioli (Foligno, 3 ottobre 1957) è una chimica e dirigente d'azienda italiana. È amministratore delegato di Novamont ed ex presidente di Terna.

## Biografia
Diplomatasi al liceo scientifico "G. Marconi" di Foligno con il massimo dei voti, si è laureata in chimica pura presso l'Università di Perugia e ha frequentato nel 1985 la scuola di Direzione Aziendale "Alti potenziali Montedison" presso l'Università commerciale Luigi Bocconi di Milano.
Si è occupata di scienza dei materiali, di sostenibilità ambientale e di materie prime rinnovabili presso l'Istituto Guido Donegani, Centro di Ricerca Corporate di Montedison, fino al 1988. Ha quindi contribuito a fondare il centro di ricerche Fertec sulle materie prime rinnovabili, voluto fortemente da Raul Gardini, all'epoca alla guida del gruppo Ferruzzi-Montedison, per sviluppare prodotti chimici a basso impatto ambientale utilizzando materie prime di origine agricola. A lei e al suo team di ricercatori è affidato il progetto di ottenere bioplastiche che hanno come base l'amido di mais, il grano e la patata.
Nel 1992, in seguito alla crisi nel gruppo Ferruzzi, la Fertec si fonde con Novamont, una società fondata due anni prima con il compito di commercializzare i prodotti sviluppati proprio da Fertec dopo avere inizialmente già realizzato con la Walt Disney un orologio biodegradabile abbinato al settimanale Topolino. Prima come direttore tecnico, poi come direttore generale e infine come amministratore delegato, lei ha trasformato Novamont, da centro di ricerche a industria di riferimento nel settore delle bioplastiche e dei prodotti da fonte rinnovabile a basso impatto ambientale. Oggi con le bioplastiche Mater-Bi, oltre ai sacchetti, si producono posate, piatti, bicchieri, giocattoli, vaschette alimentari, teli per pacciamatura biodegradabili.
Il 18 ottobre 2023, Versalis, azienda del  Gruppo ENI annuncia di aver completato il closing per l’acquisizione del 100% di Novamont; Bastioli già Amministratore Delegato, viene nominata anche Presidente.
È promotrice del modello della bioraffineria integrata nel territorio e di quello delle bioraffinerie di terza generazione che porterà all'avvio di un progetto coordinato da Novamont con ENEA, CNR, CRA, Università di Perugia, Agrinewtech, Filarete Servizi e Matrìca. Il modello prevede che la priorità venga spostata sull'efficienza dell'uso delle risorse, sui prodotti ad alto valore aggiunto, sull'economia di sistema e sulle filiere corte.
Come amministratore delegato di Novamont nel 2011 ha stipulato una joint venture con Versalis per realizzare in Sardegna la bioraffineria Matrìca, e sempre nel 2011 ha fondato Mater-Biotech, joint venture con la californiana Genomatica, per costruire in Italia il primo impianto al mondo per la produzione di butandiolo da risorse rinnovabili. Nel 2012 ha ampliato il centro di ricerca Novamont rilevando da Sigma-Tau un centro di ricerca di biotecnologie mediche riorientandone le attività verso le biotecnologie industriali.
Per queste attività, Bastioli è stata chiamata a intervenire alla conferenza di apertura delle Presidenze di turno del Consiglio dell'Unione europea: nel 2012 per il semestre presieduto dalla danese Helle Thorning-Schmidt e nel 2013 per il semestre presieduto dall'irlandese Enda Kenny. È stata anche membro di diversi gruppi di lavoro della Commissione europea. Dal 2009 al 26 giugno 2024 è presidente di Kyoto Club; nell'assemblea del 26 giugno non si ricandida per la presidenza e viene sostituita da Letizia Magaldi. Nel 2014 è nominata Presidente di Terna dal Consiglio di Amministrazione di Cassa depositi e prestiti, la società delle reti elettriche. Nel 2013 entra nel board di Fondazione Cariplo. Dal 2011 al 2014 è membro del comitato di direzione di PlasticsEurope.
Nel 2021 si fa il suo nome quale ministro della Transizione Ecologica del Governo Draghi

### Brevetti
È la prima inventrice di circa 100 brevetti e domande di brevetto. Inoltre, ha depositato 90 brevetti base e 900 brevetti internazionali, tra questi il Mater-Bi, materiale di origine vegetale usato nel confezionamento di sacchetti completamente biodegradabili per la raccolta rifiuti.

### Controversie
All'inizio del 2018 è chiamata in causa da il Giornale, in occasione della decisione del governo di Paolo Gentiloni di far esplicitare sugli scontrini di chi fa la spesa, il prezzo di vendita per singola unità dei sacchetti per alimenti sfusi. Gli stessi, dovranno essere obbligatoriamente in materiale biodegradabile e compostabile, e conformi alla norma del Comitato europeo di normazione UNI EN 13432. Non saranno più cedibili gratuitamente ma sarà possibile la vendita sottocosto, autorizzata dal Ministero dello sviluppo economico.
Detta normativa (art. 9-bis D.L. n. 91/2017) recepisce una direttiva europea e impone l'uso esclusivo di buste biodegradabili e compostabili; applicata dal primo gennaio 2018, era entrata in vigore nell'agosto dell'anno precedente. La polemica, esplosa all'inizio della campagna elettorale, prende di mira la Bastioli, e quindi la Novamont che è uno dei maggiori player nella produzione di bioplastiche. La Bastioli è stata definita "amica di Renzi", perché nel 2011 ha presentato il suo progetto di chimica verde e di rigenerazione territoriale alla platea della Leopolda di Matteo Renzi e per essere stata nominata, sotto il Governo Renzi, Presidente di Terna dal Consiglio di Amministrazione di Cassa depositi e prestiti.
L'attacco ha suscitato molte reazioni a partire da Legambiente, apertamente schierata a difesa del provvedimento di legge e sui "sacchetti biodegradabili e compostabili che invece fanno bene all'ambiente e aiutano a contrastare il problema dell'inquinamento da plastica. Non c'è nessuna tassa occulta né monopolio aziendale".
Il WWF Italia ha richiamato quanto "la produzione di bioplastiche costituisce un importantissimo contributo alla soluzione dei danni prodotti dalle plastiche", parlando di "eccellenza italiana" e richiamando come, nel 2016, la stessa Bastioli fosse stata insignita del Premio Panda d'Oro per le sue qualità e i suoi meriti dedicati a concretizzare una nuova chimica che mira a rispettare l'economia circolare".
Gli stessi sindacati Confederazione Italiana Sindacati Lavoratori", FILCTEM CGIL e Unione Generale del Lavoro" hanno fortemente preso posizione in difesa della legge e della azienda. Solidarietà al gruppo Novamont e a Catia Bastioli è arrivata anche dall'associazione degli imprenditori novaresi AIN. L'attacco a una società vocata alla ricerca e allo sviluppo ha suscitato reazioni anche oltreconfine".

## Riconoscimenti
- 2007 - nominata Inventore Europeo dell'anno[33] dall'Ufficio europeo dei brevetti per le invenzioni relative alle bioplastiche da amido.
- 2008 - insignita della Laurea honoris causa in Chimica industriale dalla Università degli Studi di Genova[34]. Lectio Magistralis: Le materie prime rinnovabili e la transizione da economia di prodotto ad economia di sistema[35] .
- 2012 - Premio Marisa Bellisario per la sua attività di imprenditrice[36].
- 2013 nominata Cavaliere dell'Ordine al merito della Repubblica italiana dal Presidente della Repubblica Italiana Giorgio Napolitano[37].
- 2015 - Premio "Giulio Natta" per la Chimica[38]
- 2016 - insignita della Laurea honoris causa in Ingegneria dei materiali dalla Università degli Studi di Palermo[39]. Lectio Magistralis: Innovazione e infrastrutture della bioeconomia per riconnettere economia e società[39]
- 2016 - insignita del Premio Panda d'oro dal WWF Italia[40]
- 2017 nominata Cavaliere del lavoro dal Presidente della Repubblica Italiana Sergio Mattarella[41]
- 2018 - insignita della Laurea honoris causa in Economia aziendale dalla Università degli Studi di Foggia[42]. Lectio Magistralis: Un approccio circolare alla bioeconomia: un'opportunità per decarbonizzare l'economia e riconnetterla con la società[42]
- 2019 - insignita del Dottorato di Ricerca Ad honorem in Ingegneria civile, Chimica Ambientale e dei Materiali dall'Alma Mater Studiorum – Università di Bologna[43]

## Pubblicazioni
Autore di numerosi scritti e conferenze a soggetto scientifico e industriale, ha curato la pubblicazione del libro "Handbook of Biodegradable Polymers" pubblicato da Rapra, eD 
- ha scritto la prefazione al libro di Gunter Pauli The Blue Economy[45].
- ha scritto l'introduzione al libro Walter Ganapini (a cura di), Bioplastiche: un caso studio di bioeconomia in Italia, prefazione di Corrado Clini, Milano, Edizioni Ambiente, 2012. (edizione inglese: Bioplastics: a case study of bioeconomy in Italy).
- Catia Bastioli, Un approccio circolare alla bioeconomia, Milano, Edizioni Ambiente, 2017, ISBN 978-88-6627-224-3.

## Incarichi attuali
- Presidente e Amministratore delegato di Novamont[10]
- Amministratore delegato di Matrìca[46] joint venture paritaria tra Novamont e Versalis del Gruppo Eni[9]
- Membro della giunta e del comitato direttivo di Federchimica[47]